# Граймс, Камрин
Камрин Граймс (англ. Camryn Grimes; род. 7 января 1990, Ван-Найс, Калифорния) — американская актриса.

## Личная жизнь
Является дочерью Престона Ли и Хезер Граймс и старшей из семи братьев и сестёр: Камрин, Дакота, Шелби, Мэтти, Райдер, Пайпер и Петтон.

## Карьера
Исполняла роль Кесси Ньюман в сериале «Молодые и дерзкие» начиная с 1997 года. В 2000 году в возрасте 10 лет стала самым юным победителем Дневной премии «Эмми» в категории «Выдающаяся молодая актриса в драматическом сериале». Ранее эту премией в своё время удостоилась актриса Кимберли Маккалло в возрасте 11 лет. В мае 2005 года персонаж Граймс был убран из шоу по причине того, что героиня Гэмрин по сюжету погибает от травм, полученных в автокатастрофе. Позже её персонаж появлялся в сериях в виде призрака. В 2014 году она вернулась в сериал с новой ролью девушки, схожей по характеру с Кесси, Мерайя Купленд, которая как позже выяснилось в сериале, является сестрой-близнецом Кесси. 5 мая 2015 года стало известно о том, что Граймс подписала контракт с сериалом «Молодые и дерзкие».
В 2001 году Граймс снялась в фильме «Пароль «Рыба-меч»» вместе с Хью Джекманом, Хэлли Берри и Джоном Траволтой. Также снялась в таких телесериалах как, «Медиум», «Военно-юридическая служба» и «Скорая помощь», кастинг на который проводил её дядя по материнской линии, — Скотт Граймс.

## Фильмография
| Год  | Название          | Роль               | Примечания                                     |
| ---- | ----------------- | ------------------ | ---------------------------------------------- |
| 2001 | Пароль «Рыба-меч» | Холли Джобсон      |                                                |
| 2005 | Бумажные пакеты   | Дочь               | Короткометражка                                |
| 2012 | Супер Майк        | Девушка-именинница |                                                |
| 2013 | A.W.O.L.          | Люсия              | Короткометражка; также исполнительный продюсер |
| 2016 | Я бы убил за это  | Трейси             | Короткометражка                                |

| Год  | Название                      | Роль                          | Примечания                                                 |
| ---- | ----------------------------- | ----------------------------- | ---------------------------------------------------------- |
| 1997 | Военно-юридическая служба     | Лиза Франкель                 | Эпизод: «Военный суд Сандры Гилберт»                       |
| 1997 | Молодые и дерзкие             | Кесси Ньюман, Мерайя Купленд  | - Роли: 1997—2007, 2009-10, 2013-14 - Роли: 2014—настоящее |
| 2000 | Секретный обмен               | Рейчел                        | Телефильм                                                  |
| 2005 | Медиум                        | Шарона                        | Эпизод: «Скоро»                                            |
| 2005 | Скорая помощь                 | Эрин Шорт                     | Эпизод: «Один в толпе»                                     |
| 2008 | Говорящая с призраками        | Диана Моррисон                | Эпизод: «Родословная»                                      |
| 2009 | Детектив Раш                  | Эдна Рид 1944                 | Эпизод: «WASP»                                             |
| 2010 | Морская полиция: Лос-Анджелес | Дин Фарли                     | Эпизод: «Специальная доставка»                             |
| 2011 | Добиться или сломаться        | Сюзанна                       | Эпизод: «Система друзей»                                   |
| 2014 | Менталист                     | Динн Прайс                    | Эпизод: «Форест Грин»                                      |
| 2016 | Царство животных              | Жасмин                        | Эпизод: «Умри для меня»                                    |
| 2017 | The Get                       | Pregnant Amy                  | Телефильм                                                  |
| 2019 | Морская полиция: Спецотдел    | Морской капрал Лейни Алимонте | Эпизод: «Проснись»                                         |

## Награды и номинации
| Год  | Премия             | Номинация                                                             | Название номинированной работы | Результат | Источники |
| ---- | ------------------ | --------------------------------------------------------------------- | ------------------------------ | --------- | --------- |
| 1998 | Daytime Emmy Award | Outstanding Younger Actress in a Drama Series                         | Молодые и дерзкие              | Номинация | [ 6 ]     |
| 1998 | Young Artist Award | Best Performance in a Daytime Drama: Young Performers (Male & Female) | Молодые и дерзкие              | Номинация | [ 7 ]     |
| 1998 | YoungStar Award    | Best Young Actress in a Daytime TV Program                            | Молодые и дерзкие              | Номинация | [ 8 ]     |
| 1999 | Daytime Emmy Award | Outstanding Younger Actress in a Drama Series                         | Молодые и дерзкие              | Номинация | [ 9 ]     |
| 1999 | Young Artist Award | Best Performance in a Daytime Serial: Young Performer                 | Молодые и дерзкие              | Номинация | [ 10 ]    |
| 2000 | Daytime Emmy Award | Outstanding Younger Actress in a Drama Series                         | Молодые и дерзкие              | Победа    | [ 11 ]    |
| 2000 | YoungStar Award    | Best Young Actress in a Daytime TV Program                            | Молодые и дерзкие              | Номинация | [ 12 ]    |
| 2006 | Daytime Emmy Award | Outstanding Younger Actress in a Drama Series                         | Молодые и дерзкие              | Номинация | [ 13 ]    |
| 2018 | Daytime Emmy Award | Outstanding Supporting Actress in a Drama Series                      | Молодые и дерзкие              | Победа    | [ 14 ]    |